# Coenosia solita
Coenosia solita är en tvåvingeart som först beskrevs av Walker 1853.  Coenosia solita ingår i släktet Coenosia och familjen husflugor. Inga underarter finns listade i Catalogue of Life.